# Meximieux
Meximieux är en kommun i departementet Ain i regionen Auvergne-Rhône-Alpes i östra Frankrike. Kommunen ligger  i kantonen Meximieux som ligger i arrondissementet Bourg-en-Bresse. Kommunens areal är 13,75 km². År 2022 hade Meximieux 8 198 invånare.

## Befolkningsutveckling
Antalet invånare i kommunen Meximieux
Referens: INSEE